# Veikka Lehtonen
Veikka Lehtonen (18 settembre 1984) è un giocatore di football americano finlandese, che gioca come linebacker per i Kuopio Steelers.
Ha giocato per in squadre finlandesi (Tampere Saints, Seinäjoki Crocodiles e Kuopio Steelers), svedesi (Örebro Black Knights) e austriache (Carinthian Lions).

## Palmarès
- 1 Vaahteramalja (Kuopio Steelers: 2022)